# Herminia misera
Herminia misera là một loài bướm đêm trong họ Noctuidae.